# 我是星際國家的惡德領主！
《我是星際國家的惡德領主！》是三嶋與夢創作的日本輕小說系列，2018年8月15日起於小說投稿網站成為小說家吧上連載。實體書版由2020年7月25日起經OVERLAP文庫出版，擔綱插畫。改編漫畫由2021年5月28日起於網絡漫畫網站「Comic Gardo」上連載，漫畫家是。2024年10月20日，本系列作宣布將改編成電視動畫版，由日本動畫公司Quad擔任動畫製作，排定2025年4月放映。
衍生作品《我是星際國家的英雄騎士！》後來也正式獲得出版，插畫家同為。並同樣獲得漫畫改編，於2023年7月起於網絡漫畫網站「Comic Gardo」上連載，漫畫家是石口十。

## 登場人物
黎恩·賽拉·班菲爾德（聲：花江夏樹、前田佳織里〔幼少期〕）
男主角。班菲爾德伯爵，與蘿潔塔結婚後升為公爵。
前世本來是一名老實人，但被他人栽贓外遇和盜用公款，而被迫離婚和解僱。之後必須要一邊打工一邊支付妻子、女兒的贍養費和公司的賠償金，勉強維持生計，最終過勞身亡。在臨終之際，被出現在他眼前的「引路人」告知妻子外遇、女兒與自己沒有血緣關係和自己成為上司的替罪羔羊等事實，而感到憤怒並渴望報仇。然而，「引路人」表示自己無法提供報仇的機會，只能讓他轉生至異世界中度過幸福的第二人生，因而從數個異世界中決定轉生至科學與魔法高度發展的異世界中。轉生為班菲爾德伯爵家長子，有著黑色的頭髮和紫色的眼睛。
在5歲時恢複前世的記憶，後悔前世的自己過於老實，而決定今生成為一個壞事做盡的惡德領主。雙親在他5歲生日時把伯爵之位轉讓給他，並讓他訂購人工智慧女僕機器人（天城）後，移居到首都星生活。事後才得知父母把家族鉅額的債務和無法運作的領地星球推給自己的事實。為了能以理想中的惡德領主為所欲為，決定先讓領民富裕再隨意剝削他們。起初因缺乏治理領地的能力，在天城協助下一邊使用教育艙房學習、一邊治理領地。因為大力改革家族和領地，重整軍隊和經濟、開源節流、排除無能的官員和傭人，使領內經濟與軍事發展迅速，以便在領地變得富裕時盡情揮霍，卻意外地被視為其曾祖父阿里斯塔再世的明君受到領民崇拜，並讓班菲爾德伯爵家成為了帝國中數一數二的大貴族，甚至能夠透過政治鬥爭影響下任皇帝的人選。
因為宇宙海盜具備賞金與贓物而把他們視為收入來源，他多次親自領軍獵殺海盜，且會把海盜採取趕盡殺絕和從不談判，而被稱為「海盜獵人」，成為讓海盜們聞風喪膽的人物。由於身先士卒擊殺海盗戈亞茲，獲得部下與領民的信賴和宰相的賞識。
與海盜貴族巴里克男爵家決戰後，其面對敵人的行事方式變得更殘酷，除了面對海盜殺無赦，倘若與其為敵的貴族也均受到極其慘烈的報復（如抄家滅族）。
前世曾遭到了會使用暴力的追債人討債，今世為能變強自保而想修習武術，但被安士所騙，認為他是武術高手而向他拜師學藝修習「一閃流」。雖然安士是從事詐騙的三流劍士，但卻具備優秀的培育能力，再加上黎恩本身具備天賦，使黎恩在安士的訓練與頻繁使用教育艙房的努力下磨練出強大的戰鬥能力。後來更在毫不知情的情況下把「一閃流」弄假成真，使安士害怕被拆穿後被殺，而授予黎恩免許皆傳，然後繼續修行之旅（實為逃命）。
雖然以惡德領主自居，但極度尊敬安士和重視「一閃流」相關的人事物。

由於前世被妻子拋棄和上司的影響，而極不信任人類，幾乎到了被害妄想症的地步，使其十分重視天城等家中的人工智慧女僕機器人，一旦有人污辱或傷害天城她們，便會地對方當場處決；哪怕是對自己死心塌地的蘿潔塔也很晚才對她動上真感情，導致他嚷嚷著要開後宮的宣言也已經名存實亡。

天城（聲：上田麗奈）
女主角。黎恩的人工智慧女僕機器人。其外觀與機能是根據黎恩的喜好而設計的，一頭烏黑的長髮紮成馬尾，巨乳，並且她有性交的機能。能力極高，從治理領地到指揮戰鬥，無所不能。因為人工智慧過去曾引發叛亂，而導致人工智慧機器人在帝國被認為是令人憎惡的東西，但黎恩對她非常信任。
深受黎恩的喜愛，倘若天城受人污辱，黎恩都會毫不猶豫地將污辱者斬殺。

### 班菲爾德

#### 班菲爾德家
阿里斯塔·賽拉·班菲爾德
前班菲爾德伯爵，黎恩的曾祖父。他使班菲爾德領地開發蓬勃發展，但卻未能教育好自己的兒子（黎恩的祖父），導致其去世後領地開發卻衰敗了。是艾比德的首任主人。
古利弗·賽拉·班菲爾德（聲：福島潤）
黎恩的父親，將爵位及領地、債物全數塞給五歲的黎恩負責，自己在首都星球買了一棟豪宅，還讓一籌莫展的黎恩給他寄錢。事實上，這種情況在這個世界很常見，他也是被父親（故事發生時仍健在）逼著當家主的。之後黎恩打倒宇宙海盜戈亞茲後，他計劃和黎恩複合，認為如果黎恩能管理好領地，領地就能突然變成賺錢的來源。然而，這一舉動激怒了黎恩，他和黎恩的關係也徹底斷絕了。之後，他趁著黎恩失蹤時，讓次子成為新的家主，試圖奪回領地，但黎恩回來後，他也失敗了。
（聲：野田順子）
黎恩的母親，和黎恩的父親一樣，她是個不稱職的家長。雖然她是黎恩的親生母親，但她卻是透過人工子宮（膠囊）將黎恩撫養長大的，這在這個世界是家常便飯。她對古利弗和黎恩都毫無感情，但為了“表示一點同情”，還是買了天城送給黎恩。
艾薩克·塞拉·班菲爾德
黎恩的弟弟，其父母被黎恩斷絕關係後，由父母撫養長大，為了接替黎恩成為家主。他在首都星球的豪宅中長大，繼承了父母的價值觀，是一個問題人物，他無視黎恩的成就，認為自己才是「配得上公爵家主」的人。
當黎恩因召喚魔法失蹤時，他來到了班菲爾德的母星，但他是個沒有勇氣的小人物，在黎恩回來後被狠狠瞪了一眼就昏了過去，因此被送回了首都星球。

#### 克勞蒂亞家
蘿潔塔·賽拉·克勞蒂亞
克勞蒂亞公爵家的獨女，豪乳美人，碧眼金髮，背後梳着一頭又長又大的卷髮。她是公爵繼承人。但是，克勞蒂亞公爵家早已沒落，屬於二千年前爭奪帝位失敗的派閥，至今仍為皇家監視針對；財產早被沒收，無力償還欠債，居於貧窮的惑星，只餘下公爵的虛名。蘿潔塔立志中興家業，努力讀書練武，卻因為太過貧窮沒有資金充分使用教育艙房，就算每日熬夜苦讀，學習也一直無法跟上進度。加上皇家派遣監視的家族皆以嘲弄欺凌克勞蒂亞家族為樂，使得蘿潔塔在各種公開場合皆受到貴族欺凌，沒有朋友，令她必須承受巨大壓力。
跟黎恩成為同學後，看着對方樣樣出色，蘿潔塔表面冷淡，內心妒忌之極，憎恨黎恩，拒絕他的幫助。此舉卻激起了黎恩的興趣，把她的鋼鐵意志視為惡德領主的玩物。黎恩為了進一步欺負她，立意篡奪她的公爵名號、搶奪她擁有的一切，欣賞她一臉痛苦之後再拋棄她。結果，蘿潔塔真的成為了黎恩的未婚妻，但這反而拯救了克勞蒂亞公爵家，使她擺脫了困境，蘿潔塔也愛上了黎恩。從那之後黎恩因位前世的原因一直抗拒著與蘿潔塔做更進一步的交流，表面上嫌棄蘿潔塔失去了叛逆之心卻仍對她照顧有佳，蘿潔塔也沒有因為黎恩的刻意冷漠而心灰意冷，依然十分溫柔地和黎恩相處。直到黎恩因師傅安士的要求而終於突破前世的心理障礙，成功與蘿潔塔步入禮堂。最終與黎恩育有一子一女。

#### 班菲爾德家近侍
布萊安·波蒙（聲：上田燿司）
班菲爾德家管家。外表約60歲，但在擁有抗老能力的星際國家中，已經是個超過500歲以上的長者。
對班菲爾德家忠心耿耿，服侍班菲爾德家四代領主，在班菲爾德家的僕人中威望極高，但在黎恩面前卻是個經常哭鬧的老人家。
賽莉娜
班菲爾德家侍女長。原本是昂格藍德帝國皇室的侍女長。
近侍女僕
黎恩在處決貪官們後，為了在短期內確保家族與領地如常運作，而在天城的建議下所訂講的30名人工智慧女僕機器人。
外表樣式都是統一規格，但會各自使用自己喜歡的飾品來裝飾自身做為個體的區別和個性的展示。
鹽見
白根
立山

#### 班菲爾德家騎士
克莉絲蒂亞娜·雷塔·羅茲布雷亞（Christiana Leta Rosebreyer，聲：小松未可子）
暱稱「蒂亞」，黎恩的首席騎士，後被降級成了女僕。在恢復騎士身份後，其騎士編號為「5」。
原為米斯特里亞星球之利伯神聖王國第一公主，是駕駛著自己的機動騎士守護聖王國的「公主騎士」，以勇敢與美貌在鄰國享有盛譽。
與宇宙海盜戈亞茲的交戰中落敗，且戈亞茲故意毀約把她的故鄉毀滅，人民受戮；自己也成為囚奴受盡虐待，肉體被改造成怪物的外觀。
多年之後被黎恩所救，於治療中回復本來的外觀，遂決心以自己的人生報恩，成為黎恩的首席騎士，但對有著救命之恩的黎恩有著如狂信徒般地崇拜。只要有人污辱黎恩，會變得異常憤怒與狂暴，後來更與黎恩的次席騎士瑪莉更是水火不容。在小說第七卷更差點掀起班菲爾德家的內戰，後被黎恩從騎士降級成了女僕。
瑪莉·賽拉·瑪莉安
黎恩的次席騎士，原本是2000年前的騎士，卻被當時的繼位皇帝變成石像，在2000年後被黎恩所救。在小說第七卷更差點掀起班菲爾德家的內戰，後被降級成了女僕。在恢復騎士身份後，其騎士編號為「6」。
克勞斯·賽拉·蒙特
黎恩的騎士，在眾多古怪又熱血的班菲爾德騎士中，他幾乎是唯一一個擁有常識的人。他的戰鬥力與普通騎士不相上下。雖然他自己並不自知，但由於是天城推薦的，他作為中層管理者的能力非常出色，並且深受黎恩以及敵我雙方軍方負責人的器重，因為他不為感情所動，總是能為組織的利益和未來的行動方向提供最佳解決方案。然而，他並未意識到自己非凡的能力，或許是因為他見證了從黎恩開始，在各自領域取得的無數輝煌非凡的成就和成果。後來，因蒂亞與瑪莉被降級後成為了黎恩的新任首席騎士，其騎士編號為「1」。
酷酷力
他身材魁梧，戴著令人毛骨悚然的面具，四肢異常修長，是影之一族忍者的首領，與瑪莉·賽拉·瑪莉安一樣是2000年前的人，卻被當時的繼位皇帝變成石像，在2000年後被黎恩所救，成為班菲爾德家旗下的忍者，因被克勞斯推薦為次席騎士，所以其騎士編號為「2」。
愛蓮·賽拉·泰勒
黎恩的騎士兼直屬弟子，其騎士編號為「3」。
紅色頭髮的女性騎士，天生具備優越的動態視力。
小時候黎恩殺死欺凌她與母親的貴族時，清楚看到黎恩揮刀時刀身的圖案，黎恩因認可她的才能而把她收為弟子，傳授她一閃流。她的母親也被安排在班菲爾德家中任職傭人。
艾瑪·羅德曼
外傳《我是星際國家的英雄騎士！》的主角，黎恩的騎士，其騎士編號為「4」。
由於在小時候與母親被黎恩所救，因此十分崇拜黎恩，長大後加入騎士團，卻在實習時違犯軍令而被判定為D級騎士，發配到邊緣部隊。她因兒時長年用無操作輔助的機動騎士模擬器遊玩，所以不習慣駕駛現行有操作輔助的機動騎士。專用機是第三兵工廠的實驗用特機「亞特蘭妲（Atalante）」。

#### 其他
安士（聲：三木真一郎）
黎恩的劍術師傅，劍術流派「一閃流」的開山祖師。
本身在劍術上是個毫無任何天分、靠賣藝為生和從事詐騙的三流劍士，但卻意外擁有強大的培育與教育能力。但其實力只有機器女僕天城和徒孫愛蓮·賽拉·泰勒看得出來
先後教出黎恩、風華、凜鳳三名弟子，且因為弟子各各實力驚人，害怕被弟子拆穿的他被迫過著在各行星間東躲西藏的生活，而三名弟子卻已將自己奉若人生導師。
因為原本的武術高手得知班菲爾德伯爵家狀況（實為引路人為阻礙黎恩學習正統武術而暗中安排的）而把指導黎恩的工作推給欠自己錢的安士。
起初只想騙取黎恩學費，但因自己並非武術達人，而在教學時只教授從網路上的免費影片學得的基礎武術，但黎恩卻以驚人的速度快速學會，再加上黎恩曾處決貪官，而害怕東窗事發後被殺，決定爭取時間賺取足夠金錢然後逃命。
隨著可教授的武術越來越少，便用強人所難的訓練拖延時間，卻反使黎恩實力進步到達人的水平。後來黎恩更以劍術與魔法把自己所虛構的一閃流·奥義——「一閃」（賣藝的戲法）弄假成真，便立即授予他免許皆傳，然後繼續修行之旅（實為逃命）。
在雷潔爾子爵家的領地重遇黎恩時，為了拒絕黎恩的邀請而追加了每位一閃流劍士必須培育至少3名弟子的設定。
隨著黎恩的活躍，使一閃流受到世人關注，安士也因而成為了各路人馬（想學習一閃流的人、想透過擊敗黎恩師父聲望遠播的人和怨恨黎恩的宇宙海盜）的追擊目標。為了保命決定培育能殺死黎恩的刺客，以及讓一閃流不再受到世人關注。
之後遇到了風華與凜鳳（實為引路人暗中安排），認為兩人具備天賦而收為弟子。根據過去訓練黎恩的方式，教授一閃流。當她們獲得了免許皆傳後，便告知兩人如要成為一閃流的正統繼承人就必須兩人合作撃敗黎恩，並把拜托黎恩照顧師妹們的信件交給她們保管，作為刺殺失敗時的保險。
獅子神風華
安士的徒弟之一，與凜鳳同為黎恩的同門師妹。
第一人稱為「老子」，橙色頭髮的女性劍士，巨乳，雖然外表粗暴但內在温柔。
戰鬥方式為一閃流中非主流的二刀流，武器為雙太刀。雖然她的斬擊威力不足，但以速度與連續技補足。
與凜鳳為流浪孤兒，但因兩人都擁有撃敗成年人的實力，因而被安士收為弟子，修習一閃流。安士授予兩人免許皆傳時，告知她們如要成為一閃流的正統繼承人就必須兩人合作撃敗師兄黎恩。
與安士道別後和凜鳳一起尋找師兄黎恩，路途中得知亞連流與庫魯丹流公開羞辱安士與一閃流，而與凜鳳兵分兩路，隻身血洗整個亞連流總本山，斬殺大量門生，殺死帝國四名劍聖之一的亞連流宗主。
皐月凜鳳
安士的徒弟之一，與風華同為黎恩的同門師妹。
第一人稱為「咱」，深藍色的女性劍士，雖然外表清純但實質毒舌。
戰鬥方式為一閃流中的主流劍術，武器為大太刀，可使出可謂一撃必殺的斬擊。
與風華為流浪孤兒，但因兩人都擁有撃敗成年人的實力，因而被安士收為弟子，修習一閃流。安士授予兩人免許皆傳時，告知她們如要成為一閃流的正統繼承人就必須兩人合作撃敗師兄黎恩。
與安士道別後和風華一起尋找師兄黎恩，路途中得知亞連流與庫魯丹流公開羞辱安士與一閃流，而與風華兵分兩路，隻身血洗整個庫魯丹流總本山，斬殺大量門生，殺死帝國四名劍聖之一的庫魯丹流宗主，還在庫魯丹流宗主身上刻下「一閃流來也」的字句和把血洗總本山的過程放在網路上直播。

#### 兵工廠
妮雅絲·卡琳（Nias Carlin，聲：竹達彩奈）
帝國第七兵工廠的業務員。外表看似有著知性氣質的美女，留著及肩黑髮，戴着眼鏡，巨乳，但內在個性卻是相反地叫人遺憾（殘念）。
原本是有「瘋狂科學家」外號的天才工程師，卻因人際交往能力欠佳、對他人冷漠，被調任到銷售職位。可是，她這位機械狂的工作單位所設計的機械只在乎功能輸出，忽略外表設計，不合帝國的審美觀，產品總是賣不出去。直至遇上黎恩，業績才開始好轉。
尤莉西亞·莫里西爾（聲：引坂理絵）
帝國第三兵工廠的業務員。她有著演員般的臉蛋和姣好的身材，是一位擁有誘惑力十足的美人。然而，她對黎恩多次無視她的誘惑舉動心懷不滿，決心“讓他愛上我再甩了他”，最終淪為一個悲情女人。
她本應是一位優秀的士兵，接受過特殊訓練，並獲得了班菲爾德家族副官的職位，但或許是因為她無論是能力還是悲情程度都無法與她們匹敵，她卻被蒂婭和瑪麗莫名其妙地玩弄於股掌之間。後來，在一場敦促黎恩生孩子的示威活動中，出現了一個喊著「好好照顧尤莉西亞！」的陣營，她興高采烈地前往示威現場發表演講，展現了無論她如何努力，她都只是個悲情女人的形象。
佩希・派耶
外傳《我是星際國家的英雄騎士！》出場。精靈族。第三兵工廠的技術少校。亞特蘭妲開發者。

### 昂格藍德帝國

#### 皇族
是昂格藍德帝國現任皇帝。

是昂格藍德帝國的第120位皇子。由於擔心捲入繼承權之爭，他立志獨立，並在軍事學院尋找庇護。
黎恩對他產生了興趣，把他收留，他成為了黎恩的隨從，但他卻花光了所有的錢，還不斷向黎恩要零用錢。
由於在宮廷期間遭受的創傷，他不喜歡賽莉娜，賽莉娜形容他「不好也不壞」。他本來就是一個普通人，但利亞姆的無理要求讓他發現了自己在某個領域的罕見天賦。

是昂格藍德帝國的皇位第三順位繼承人，但他原本是女性變性成男性。（在星際國家的世界裡，變性是被允許的。）
有了黎恩做後盾，繼承皇位變得更加現實，因為這樣可以方便治理領地。然而，由於他一生都沒有任何繼承的希望，對世俗世界一無所知，對政治權力也不太敏感。
在黎恩的支持下，其派系不斷壯大，但不久之後他開始對黎恩產生近乎情結的感情。

#### 其他
宰相
本名不明

### 宇宙海盜
戈亞茲（聲：稻田徹）
戈亞茲海盜團首領，毀滅蒂亞故鄉的兇手。
偶然獲得了古代魔法文明遺物之一的「煉金箱」，利用煉金箱獲得了龐大的財富，並發展出人數眾多的戈亞茲海盜團。
在進攻米斯特里亞星球之利伯神聖王國前，以大量金錢收買其他國家，使他們背叛王國，並欺騙蒂亞，在她面前「解放」（毀滅）整個星球，其後任由部下改造、玩弄蒂亞等人。
在領軍進攻班菲爾德領地時不敵黎恩所駕駛的艾比德，打算私下帶領少數部下逃脫，途中不知道自己丟掉了煉金箱並被黎恩拾到，以及黎恩找到了他的秘密寶物庫。
後來引路人把力量注入他體內，使其變強但失控。雖然殺了不少班菲爾德領地的軍人，最終黎恩用寶物庫中的武士刀把他殺死，原本持有的戰艦和收藏品也被黎恩奪取。

### 非人存在
引路人（聲：子安武人）
戴著禮帽、身穿條紋燕尾服的神祕男子。本身是類似精神生命體（或更高階）的存在。
事實上是吸收人類的不幸、惡意、憎恨等負面情緒而生的存在，但如果惡人的邪氣被他抽乾，便會變成冷漠但求和平、沒有精力做惡事的人。當他受到感激時，就會遭受劇烈的痛苦。
黎恩轉世前所遭遇的不幸都是他的一手策劃的，為了進一步玩弄黎恩而欺騙他會讓他能度過幸福的第二人生，實質暗中製造各種困難和阻礙，讓他再次度過不幸、痛苦絕望的一生。
神秘光芒
小狗外形的光。
實際上是黎恩轉世前所飼養的小狗，引路人誘騙其生前的主人轉世時暗中跟著主人的靈魂穿越至異世界中。黎恩轉世後多次暗中守護著他和阻礙著引路人的陰謀，有時還會暗中把黎恩對引路人的感恩送到引路人身上，使他越來越虛弱。

## 本作登場機體

### 機動騎士
使用魔法操作的人型兵器。一般士兵及騎士都會使用，擁有超人能力的騎士駕駛時，能發揮出超越一般士兵操作時的性能。現行機種以14m~18m為主，24m以上級別被分類為大型機。
艾比德
黎恩的專屬機動騎士，由昂格藍德帝國第七兵工廠開發的。由於是沒有輔助功能的舊世代機體，因此其操作難度較現代機體高。
原為黎恩曾祖父阿里斯塔的專屬機動騎士，阿里斯塔過世後便被置之不理，直至黎恩在安士的建議下重金委托第七兵工廠將其全面修復。
後來隨著黎恩實力的提高而跟不上黎恩的操作。由第七兵工廠的妮雅絲使用大量稀有金屬進行升級改造。
涅梵
帝國第三兵工廠開發的次世代主力量產機。班菲爾德家率先採用，是姬絲蒂安娜、瑪莉的坐駕。
亞特蘭妲（Atalante）
艾瑪的專用機，由第三兵工廠技術少校佩希・派耶為首的小組以諾凡為基礎而開發的新型機。該機採用了最新型的動力爐。由於過分追求機能而忽略了平衡性，成為了一部難以駕馭的機體。

## 世界觀設定
教育艙房
星際國家之間盛行的學習裝置，可讓使用者以半年時間學得10年份量的知識，且也具備強化肉體的功能。由於使用者每次使用時都須在教育艙房沉睡數個月的時間，會為肉體產生負擔，因此使用者必須適時離開教育艙房進行復健。
有些事物無法透過教育艙房習得，因此必須透過其他方式訓練和學習。
匯入的知識和技能若長時間未使用就會生疏遺忘。
騎士及貴族使用的高級品強化效果遠超普通人使用強化效果。
聖靈藥
可把身體重新塑造的高級藥水，但需要稀釋使用。由於數量稀少，所以在星際國家之間的價格極為昂貴。雖然能重新塑造肉身，但其延長壽命的效果極低。
世界樹
只能在少數行星生長的植物，具備神聖力量且可以生產出聖靈藥，也擁有干渉時空的能力。
稀有金屬
在星際國家之間所盛行的金屬，由於數量稀少使其比古時的黃金更為昂貴，其中包括了秘銀、精金和奧里哈鋼等。

### 武術
一閃流
安士所開創的劍術流派，包括了劍術、長槍術、格鬥、二刀流等武術和魔法，但一閃流劍士以武士刀為主武器。
被黎恩等人誤會為一門歷史悠久的劍術，但實際上是安士起初為了騙取黎恩學費而虛構的劍術。因為安士只懂得部分基礎武術，而在教授黎恩時暗中從網上的免費視頻中參考了各流派基礎武術（包括了亞連流和庫魯丹流）進行修行，可謂一門胡亂拼湊的劍術流派，再加上安士為了爭取時間賺得足夠金錢然後逃命，而向黎恩提出強人所難的訓練（包括學習機動騎士的操作技術和魔法），卻反使黎恩突飛猛進至達人的水平，更把「一閃流」弄假成真，變成真正的劍術流派。使安士向黎恩授予免許皆傳後逃命。之後，安士對黎恩所進行的教學方式，也成為了一閃流的正統訓練。
黎恩在雷潔爾子爵家修行時，發現了一閃流適合殺敵但難以手下留情的缺點。安士在雷潔爾子爵家的領地重遇黎恩時，為了拒絕黎恩的邀請而追加了每位一閃流劍士必須培育至少3名弟子的設定。
一閃
一閃流的奥義，透過控制魔力使出無形斬擊。
原為安士為了欺騙黎恩所使出的戲法，後來被黎恩以劍術與魔法成功將其弄假成真。
由於控制魔力時需要想像，初學者必須揮斬武士刀才能使出一閃。
亞連流
與「庫魯丹流」合稱為帝國兩大武術流派的主流劍術流派。
庫魯丹流
與「亞連流」合稱為帝國兩大武術流派的主流綜合武術流派。

### 迷失技術
鍊金箱
為古代魔法文明的遺物之一，可把生物以外的物件轉化為任何物件。
原為宇宙海盜戈亞茲所持有的，後被殺死戈亞茲的黎恩獲得。黎恩經常使用鍊金箱把垃圾轉化為自身所欠缺的物資和可於武器生產的稀有金屬，但為了隱藏錬金箱的存在而在領地建立了數個不存在的礦業開採公司，後來更把錬金箱藏在艾比德的駕駛艙裡。
行星開發裝置
機械心臟

### 國家
昂格藍德帝國
古多瓦爾霸王國
亞爾王國

## 出版書籍

### 輕小說
《我是星際國家的惡德領主！》
| 冊數 | OVERLAP        | OVERLAP                | 東立出版社    | 東立出版社                           |
| 冊數 | 發售日期       | ISBN                   | 發售日期      | ISBN                                 |
| ---- | -------------- | ---------------------- | ------------- | ------------------------------------ |
| 1    | 2020年7月25日  | ISBN 978-4-86554-694-1 | 2021年4月12日 | ISBN 978-957-266-731-6（首刷限定版） |
| 2    | 2020年12月25日 | ISBN 978-4-86554-801-3 | 2021年10月7日 | ISBN 978-957-267-739-1（首刷限定版） |
| 3    | 2021年4月25日  | ISBN 978-4-86554-888-4 | 2022年1月27日 | ISBN 978-957-268-327-9（首刷限定版） |
| 4    | 2021年10月25日 | ISBN 978-4-8240-0020-0 | 2022年5月12日 | ISBN 978-957-269-301-8（首刷限定版） |
| 5    | 2022年4月25日  | ISBN 978-4-8240-0159-7 | 2022年8月1日  | ISBN 978-957-269-786-3（首刷限定版） |
| 6    | 2022年12月25日 | ISBN 978-4-8240-0359-1 | 2023年4月20日 | ISBN 978-626-360-363-9（首刷限定版） |
| 7    | 2023年5月25日  | ISBN 978-4-8240-0499-4 | 2023年9月28日 | ISBN 978-626-372-657-4（首刷限定版） |
| 8    | 2024年1月25日  | ISBN 978-4-8240-0682-0 | 2024年6月3日  | ISBN 978-626-021-500-2（首刷限定版） |
| 9    | 2024年10月25日 | ISBN 978-4-8240-0969-2 | 2025年3月31日 | ISBN 978-626-024-000-4（首刷限定版） |
| 10   | 2025年3月25日  | ISBN 978-4-8240-1113-8 | 2025年7月21日 | ISBN 978-626-024-998-4（首刷限定版） |
| 11   | 2025年7月25日  | ISBN 978-4-8240-1254-8 |               |                                      |

《我是星際國家的英雄騎士！》
| 冊數 | OVERLAP        | OVERLAP                | 東立出版社    | 東立出版社             |
| 冊數 | 發售日期       | ISBN                   | 發售日期      | ISBN                   |
| ---- | -------------- | ---------------------- | ------------- | ---------------------- |
| 1    | 2022年12月25日 | ISBN 978-4-8240-0358-4 | 2023年6月12日 | ISBN 978-626-360-904-4 |
| 2    | 2023年9月25日  | ISBN 978-4-8240-0604-2 | 2024年2月5日  | ISBN 978-626-020-338-2 |
| 3    | 2024年6月25日  | ISBN 978-4-8240-0849-7 |               |                        |
| 4    | 2025年3月25日  | ISBN 978-4-8240-1112-1 |               |                        |

### 漫畫
《我是星際國家的惡德領主！》
| 冊數 | OVERLAP        | OVERLAP                | 東立出版社    | 東立出版社             |
| 冊數 | 發售日期       | ISBN                   | 發售日期      | ISBN                   |
| ---- | -------------- | ---------------------- | ------------- | ---------------------- |
| 1    | 2021年10月25日 | ISBN 978-4-8240-0030-9 | 2023年4月10日 | ISBN 978-957-26-8908-0 |
| 2    | 2022年4月25日  | ISBN 978-4-8240-0170-2 |               |                        |
| 3    | 2022年10月25日 | ISBN 978-4-8240-0317-1 |               |                        |
| 4    | 2023年4月25日  | ISBN 978-4-8240-0478-9 |               |                        |
| 5    | 2023年10月25日 | ISBN 978-4-8240-0640-0 |               |                        |
| 6    | 2024年4月25日  | ISBN 978-4-8240-0811-4 |               |                        |
| 7    | 2024年10月25日 | ISBN 978-4-8240-0990-6 |               |                        |
| 8    | 2025年4月25日  | ISBN 978-4-8240-1169-5 |               |                        |

《我是星際國家的英雄騎士！》
| 冊數 | OVERLAP        | OVERLAP                |
| 冊數 | 發售日期       | ISBN                   |
| ---- | -------------- | ---------------------- |
| 1    | 2023年12月25日 | ISBN 978-4-8240-0691-2 |
| 2    | 2024年6月25日  | ISBN 978-4-8240-0864-0 |
| 3    | 2024年4月25日  | ISBN 978-4-8240-1168-8 |
| 4    | 2025年7月25日  | ISBN 978-4-8240-1269-2 |

## 電視動畫

### 製作人員
- 原作：三嶋與夢
- 角色原案、機械原案：高峰
- 導演：柳澤哲也
- 劇本統籌、劇本：高山克彥
- 角色設計：森前和也
- 總作畫監督：森前和也、鈴木政彦、柄谷綾子、萩尾圭太
- 機械設計：山根理宏、壽司、森木靖泰、赤樹壹磨
- 戰艦設計：渡邊哲也
- 美術監督：地藏本拓嗣
- 美術設定：白石誠
- 色彩設計：池田瞳
- 攝影監督：今泉秀樹
- 3DCG導演：渡邊哲也
- 剪輯：增永純一
- 音響監督：納谷僚介
- 音響效果：川田清貴
- 音樂製作：
- 音樂：瀨尾祐介、成田旬
- 音樂製作：波麗佳音
- 動畫製作：Quad
- 製作：我是星際國家的惡德領主製作委員會2025

### 主題曲
片頭曲
演唱：最終未来少女；作詞：辻村有記；作曲、編曲：辻村有記、伊藤賢
片尾曲
演唱：藤咲凪；作詞：辻村有記；作曲、編曲：辻村有記、伊藤賢

### 各話列表
| 話數       | 標題       | 分鏡             | 演出       | 作畫監督                                                          | 總作畫監督                   | 首播日期      |
| ---------- | ---------- | ---------------- | ---------- | ----------------------------------------------------------------- | ---------------------------- | ------------- |
| episode 01 | 復仇       | 柳澤哲也         | 岩垂瑞樹   | 藤田正幸                                                          | 森前和也                     | 2025年 4月6日 |
| episode 02 | 轉生       | 西島克彥         | 佐佐木純人 | Lee Jong man、Ho seung jin、關賢叔、安孝貞、北條直明、杉本幸子    | 萩尾圭太、森前和也           | 4月13日       |
| episode 03 | 一閃流     | 渡部高志         | 佐久間瑞希 | 飯飼一幸、興石曉                                                  | 柄谷綾子、森前和也           | 4月20日       |
| episode 04 | 初次上陣   | 柳澤哲也         | 安藤贵史   | 森前和也                                                          | -                            | 4月27日       |
| episode 05 | 桃色陷阱   | 齋藤久           | 內堀雅人   | 、吳俊                                                            | 柄谷綾子、森前和也           | 5月4日        |
| episode 06 | 宝岛       | 齋藤久           | 安藤贵史   | 安孝贞、金技烨、Lee Jae Min、Lee Jong Man、Ho seung Jin、鹈池一马 | 萩尾圭太、森前和也           | 5月11日       |
| episode 07 | 公主骑士   | 西島克彥         | 久保百合   | 饭饲一幸、沼田广                                                  | 森前和也                     | 5月18日       |
| episode 08 | 后宫计划   | 西島克彥         | 佐佐木纯人 | 藤田正幸、工藤公圣                                                | 铃木政彦、森前和也           | 5月25日       |
| episode 09 | 量产型女仆 | 西澤晉           | 安藤貴史   | Lee Jong Man、Ho seung Jin、Lee Jae Min、關賢叔、安孝貞、綠樹参時 | 柄谷綾子、森前和也           | 6月1日        |
| episode 10 | 决战       | 柳澤哲也         | 佐佐木純人 | 張益                                                              | 萩尾圭太、森前和也           | 6月8日        |
| episode 11 | 惡德領主   | 柳澤哲也         | 安藤貴史   | 藤田正幸                                                          | 铃木政彦、森前和也           | 6月15日       |
| episode 12 | 家人       | 柳澤哲也、西澤晉 | 安藤貴史   | 工藤公聖、沼田广、ENGI                                            | 柄谷綾子、萩尾圭太、森前和也 | 6月22日       |

### 播映平台
| 播放日期             | 播放時間                       | 播放電視台               | 播放地區 | 備註                 |
| -------------------- | ------------------------------ | ------------------------ | -------- | -------------------- |
| 2025年4月6日—6月22日 | 星期日 2:00–2:30（星期六深夜） | 朝日電視台系列全24電視台 | 日本全域 | 『ANiMAZiNG!!!』時段 |
| 2025年4月8日—6月24日 | 星期二 21:30–22:00             | AT-X                     | 日本全域 | CS放送 / 有重播      |

## 外部連結
- 成為小說家吧官方網站（日語）
  - 《我的惡德領主！！ ～我是星際國家的惡德領主！ 外傳～》（日語）
- OVERLAP文庫特設網站（日語）
- 漫畫連載網站（日語）
- 動畫版官方網站（日語）